# (1576) Fabiola
(1576) Fabiola es un asteroide perteneciente al cinturón de asteroides descubierto por Sylvain Julien Victor Arend el 30 de septiembre de 1948 desde el Real Observatorio de Bélgica, Uccle.

## Designación y nombre
Fabiola fue designado inicialmente como 1948 SA.
Posteriormente se nombró en honor de la reina belga de origen español Fabiola de Mora y Aragón.

## Características orbitales
Fabiola orbita a una distancia media de 3,146 ua del Sol, pudiendo alejarse hasta 3,672 ua. Su inclinación orbital es 0,9495° y la excentricidad 0,1673. Emplea en completar una órbita alrededor del Sol 2038 días.